# Fiesta del Corpus Christi de Valencia

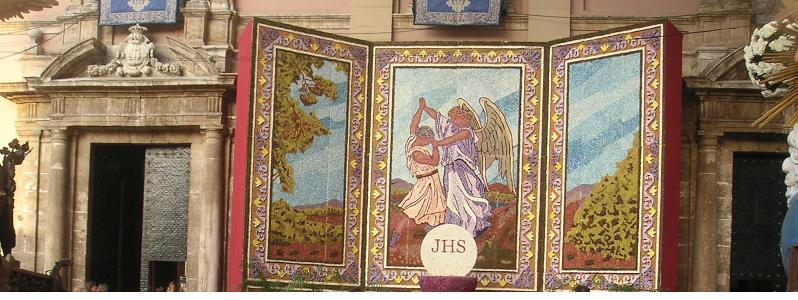
Decoración de la Basílica en la Plaza de la Virgen.

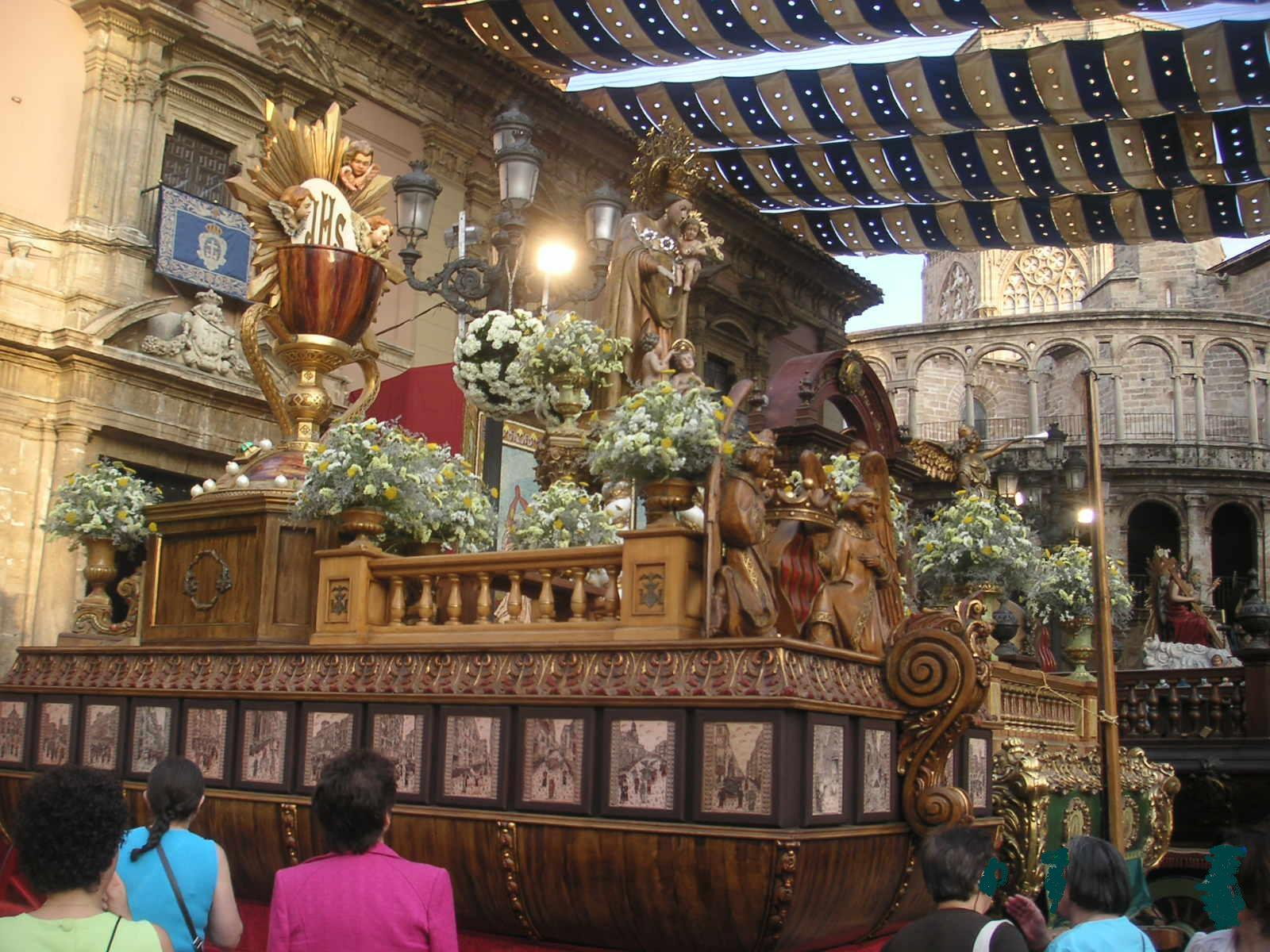
Rocas en la Plaza de la Virgen.

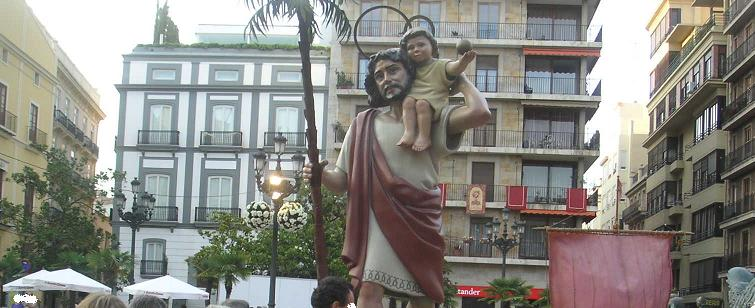
Roca de San Cristóbal en la Plaza de la Virgen.

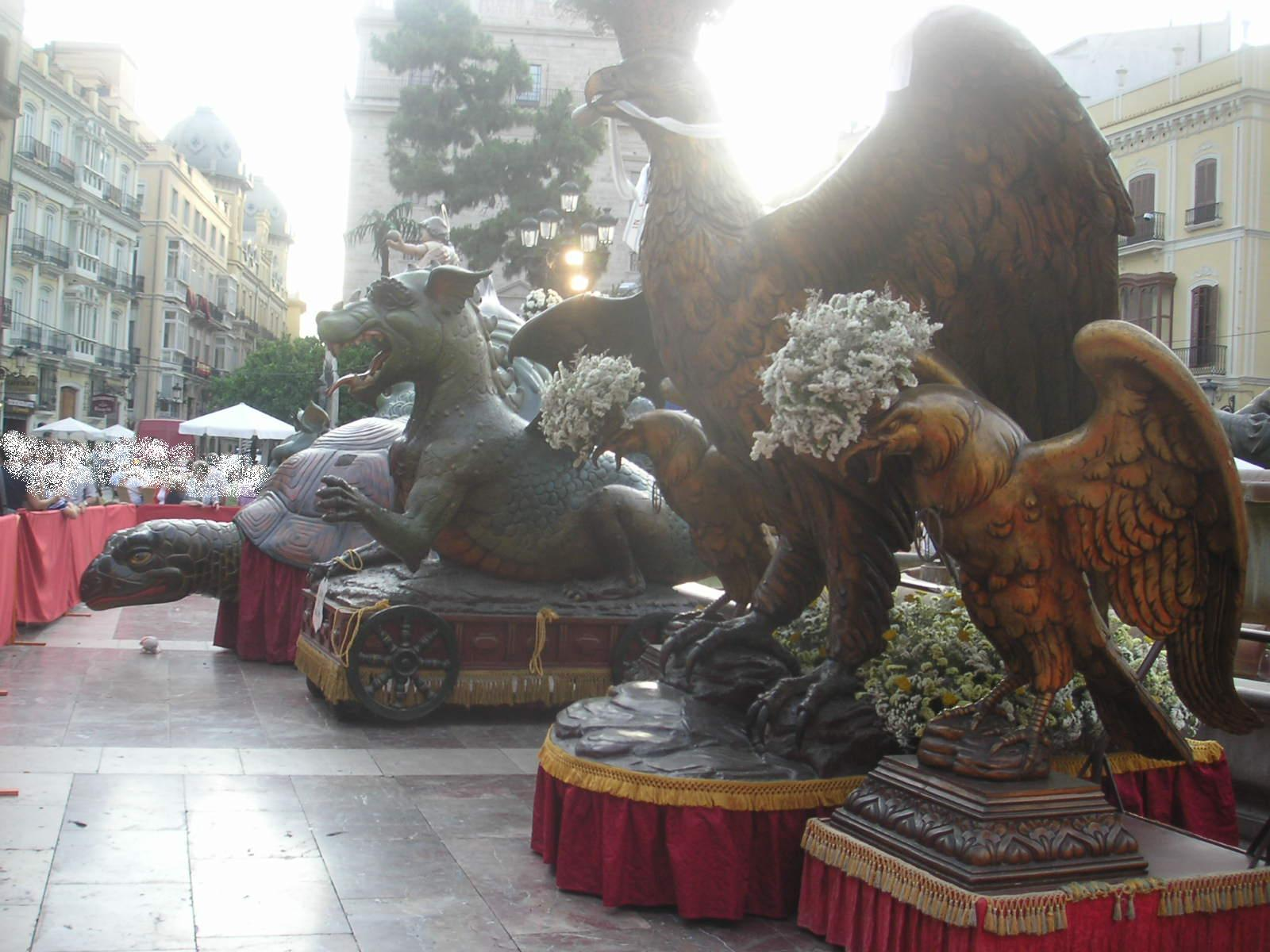
Rocas en la Plaza de la Virgen.

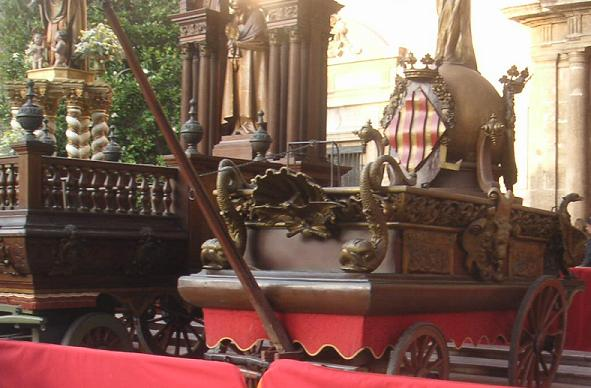
Rocas en la Plaza de la Virgen.

La solemnidad del Corpus Christi de Valencia ha sido considerada históricamente la fiesta grande de la ciudad, especialmente desde el último tercio del siglo XIV.
La fiesta del Corpus Christi de Valencia es considerada por parte de los expertos como "una de las mejores expresiones de la cultura festiva de los valencianos".
En el año 2010, la Dirección General de Patrimonio Cultural Valenciano, declaró como Bien de Interés Cultural Inmaterial la Solemnidad del Corpus Christi en la ciudad de Valencia.

## Descripción de la fiesta
Los principales actos de la Fiesta del Corpus Christi de Valencia son la Cabalgata del Convite y la Procesión General, ambas el domingo, aunque la más popular y concurrida es la Procesión General.

### Cabalgata del Convit
También conocida como la Cabalgata dels Cavallets o de la Degolla, se trata de un acto ceremonial de invitación, incorporado en el año 1516, que realizaban los Jurados de la Ciudad, la víspera y mañana de la fiesta, por medio del Capellà de les Roques, a las autoridades y al pueblo llano para que asistieran a la Solemne Procesión del Corpus Christi. Desde 1979 ha sido recuperada.
Actualmente, la cabalgata comienza a las 12 del mediodía del domingo, en la puerta del Palacio de la Generalitat Valenciana, en la plaza de Manises y termina en la plaza de la Almoina. Varias figuras y personajes componen esta cabalgata como los cabezudos, Moma y Momos o Degolla. También se bailan otras danzas y desfilan varios misterios bíblicos. Queda cerrada por la Senyera con los heraldos y los clarines y timbales de la ciudad.
|                                                                         |
| Música de la danza de los Gigantes interpretada por los hermanos Llorca |

|                                                |
| Salida de los Gigantes de la Casa de las Rocas |

|                                    |
| Timbales y Clarinetes de la Ciudad |

|                                     |
| Gigantes en la Cabalgata del Convit |

Ha quedado en Valencia la locución popular "Conèixer o saludar més gent que el capellà de les Roques" con el significado de estar muy relacionado o saludar a mucha gente. Se dice esto por alusión al Capellà de Les Roques, que mientras pasaba por las calles de Valencia para anunciar la fiesta del Corpus saludaba ceremoniosamente y con mucha frecuencia a las personas que encontraba en su trayecto.

### Procesión General
Es el acto central de la fiesta que se desarrolla la tarde del domingo. Empieza desde la Puerta de los Apóstoles de la Catedral de Valencia, discurre por el distrito de Ciutat Vella y en ella desfilan, previamente, las conocidas Rocas arrastradas por caballos, los Gigantes y Cabezudos y las danzas de la Granada y la Moma. Toda la procesión está amenizada por la música valenciana del tabal y la dulzaina, además de la presencia de bandas de música, destacando la Banda Sinfónica Municipal de Valencia. Sigue el mismo trayecto, con las modificaciones inevitables por el cambio del trazado de las calles a lo largo del tiempo, que tenía en 1416, coincidiendo con el trayecto que se utilizaba para las entradas triunfales de los reyes. Dentro de la procesión podemos destacar:

#### Las Figuras
Las figuras del Corpus Christi de Valencia tienen como objetivo recordarnos varios momentos en el transcurso de la historia de la salvación dentro de la religión católica, con figuras del Nuevo Testamento, Antiguo Testamento y otras figuras significativas y alegóricas de la Iglesia.
Las Águilas son tres, una grande y dos más pequeñas, y desfilan durante la procesión del domingo, entre los personajes bíblicos. La mayor hace referencia a San Juan Evangelista, litúrgicamente conocido como el Águila de Patmos. El águila grande fue realizada, de nuevo, en 1979 mientras que las dos pequeñas son de 1985.
La Tarasca o dragón de grandes gargantas, símbolo de santa Marta. Su origen proviene de una leyenda medieval provenzal, la cual nos cuenta que Santa Marta, hermana de Lázaro de Betania, a la muerte de Jesús marcha a Occitania y en la villa de Tarascón, los aldeanos le piden ayuda para vencer a un monstruo que recibe el nombre de la Tarasca. Santa Marta con la única ayuda de agua bendita consigue apaciguar la fiera y el paseo atado de una correa por toda la población. La Tarasca se incorpora en 1993.
El Dragón, símbolo de san Jorge. Queda incorporado, también, en 1993.
La Cuca Fera o gran tortuga, representa el demonio dominado por Margarita de Antioquia. Se incorpora en 1989.
La barca de San Nicolás es una barca que sale en procesión por primera vez en 2006. San Nicolás es patrón de los navegantes.
El Gigante San Cristóbal es una figura que salió por primera vez en 2005 y que sustituye a la que fue quemada durante la Guerra Civil de 1936.

### Rocas del Corpus Christi
Son once estructuras de madera con forma de barco antiguo. Llevan grupos escultóricos que aluden a relatos bíblicos o de santos. Diferentes autores datan su origen entre 1373 y 1392. Desde 1417 ya existen registros escritos que atestiguan el uso de las Rocas para la fiesta del Corpus. Van arrastradas por caballerías. También se les conoce como carros triunfales y se hospedan durante todo el año en la Casa de les Roques.
Roca Diablera (1511)
Roca de San Miguel (1528-1535)
Roca de la Purísima (1542)
Roca de la Fe (1542)
Roca de San Vicente Ferrer (1665)
Roca de la Santísima Trinidad (1674)
Roca Valencia (1855)
Roca la Fama (1899)
Roca del Patriarca (1961)
Roca de Nuestra Señora de los Desamparados (1995)
Roca del Santo Cáliz (2001)

### Los misterios
Toda una serie de personajes bíblicos salen representados tanto en la Cabalgata como en la procesión. Se trata de personas que participan en la fiesta vistiéndose de forma alusiva a estos personajes y representando a los respectivos Misterios:
Misterio de San Cristóbal y los Peregrinos donde participan San Cristóbal, el Niño Jesús, un ermitaño y una pareja de romeros con su padre.
Misterio de Adán y Eva donde participan el Padre Dios, Ángel Querubí, Ángel "del Legó", Adán, Eva, la Serpiente y la Muerte.
Misterio del Rey Herodes, del Portalet o de la Degolla; participan el rey Melchor, el rey Gaspar, el rey Baltasar, tres pajes, el rey Herodes, dos caballeros, la Virgen de "La Burreta", San José, el ángel, cuatro dedas, tres segadores, una espigadora, tres sabios, tres sargentos de la guardia de Herodes, un trompeta y un alguacil. Cierra el misterio la representación de la Degolla, que quiere simbolizar a la guardia de Herodes, ejecutora de la orden del tetrarca de degollar a todos los niños de Belén menores de dos años. Es, sin discusión, el grupo que mayor atención acapara de la Cabalgata, y es normal que así pase ante la aparición de una cincuentena de individuos con demoníaco aspecto, escondidos detrás de máscaras y tocados con coronas de pámpanos, vistiendo ropa de arpillera con siniestros dibujos, ceñidor de cuerda y con un zurrón relleno de caramelos y un antiguo "carxot" de pergamino. Su creación data del siglo XVII.
La Poalà es el momento en que los miembros de la Degolla, a su paso por la calle  Avellanes son regados con cubos de agua desde los balcones.

### Danzas del Corpus Christi de Valencia
Son muchas las danzas que componen la fiesta del Corpus en Valencia, unos bailes para adultos, otros para niños, entre ellos podemos destacar:
Danza de la Moma. Representación de la Virtud y los siete pecados capitales, que en la danza significa la lucha, y al fin, el triunfo de aquélla sobre éstos.
Danza dels Cavallets. Danza que probablemente se inspira en las evoluciones y adornos ecuestres realizados desde la Edad Media en conmemoraciones y homenajes. Esta danza la ejecutan los niños vestidos de moros, indumentaria evocadora de los turcos o árabes que figuran en el cortejo de los Reyes Magos con la significación de que, incluso los infieles, hacen testimonio de su adoración al Santísimo Sacramento. Cada uno de estos danzantes lleva un caballo de cartón que da nombre a este grupo. Ocho son los danzantes y parece que el origen de este baile se remonta al año 1615.
Danza de la Magrana. Los danzantes que van vestidos de calabreses, representan en realidad a los judíos, que al acabar la danza cuando se abre la granada, rinden acatamiento a la Eucaristía. La danza es una de las muchas versiones de los bailes de cintas, de los que existen ejemplos en diversas localidades valencianas.
Danza dels Arquets. Las niñas utilizan arcos florales para conseguir varios efectos coreográficos. La introducción de esta danza data del año 1846 y simboliza la alegría por la participación de los agricultores en la festividad del Corpus.
Danza dels Pastorets. La presencia de este grupo parece unida a la representación del Misterio del Rey Herodes y sus danzantes, también en número de ocho, ejecutan graciosamente este sencillo baile.
Danza dels Nanos, de 1589, significan la veneración al Santísimo de todo el mundo, tan altos como pequeños. Los cuatro gigantes que en origen salían representaban a los cuatro continentes que entonces se conocían: Europa, Asia, África y América.
|                     |
| Dansa de la Magrana |

|                  |
| Dansa de la Moma |

|                    |
| Dansa de les Vetes |

|                  |
| Dansa dels Turcs |

|                      |
| Dansa dels Pastorets |

### Octava del Corpus
- Representación de las Danzas de la octava del Corpus.

## Historia
El origen de la fiesta en Valencia se remonta a 1326 cuando aparece en la relación de fiestas de guardar que el Consejo de la ciudad mandaba respetar anualmente. La primera procesión general es de 1355, a instancias del obispo Hug de Fenollet y convocada por los jurados de la ciudad, donde se invita al pueblo a participar de la celebración de carácter religioso. El año siguiente, la procesión pasó a ser parroquial y rotativa hasta el 1372, cuando se reanuda, de nuevo, como una única procesión solemne de la ciudad.
La procesión se celebró entre 1355 y 1505 durante la mañana y en 1506 se trasladó por la tarde, no dejando de ser vespertina hasta ahora, aunque, eso sí, con el cambio del jueves a domingo.

## Organizadores de la fiesta
En la organización de la fiesta del Corpus de Valencia, según la declaración como bien de interés cultural inmaterial, los principales actores son el Capítulo de la Sede y el Ayuntamiento de Valencia, respectivamente. Y como actores secundarios quedan señalados la Asociación de Amigos del Corpus, los Campaneros de la Catedral de Valencia y la Asociación de Músicos y Danzadores del Corpus de Valencia.

### Capítulo de la Catedral
Fue en 1355 cuando a instancias del entonces obispo de Valencia, Hugo de Fenollet, el Consejo de la Ciudad convocó la primera procesión del Corpus Christi por las calles de la ciudad de Valencia. A lo largo del tiempo el Capítulo de la Seu se ha responsabilizado de los actos religiosos y procesionales de la festividad. Tras un paréntesis a causa de la Guerra de los dos Peres, el cardenal Jaime de Aragón, obispo de Valencia, reanuda la celebración anual del Corpus Christi. Desde ese momento, la iniciativa de la celebración pública de la fiesta partía del obispo, a través del Capítulo Catedralicio, y seguidamente era secundada por el gobierno municipal.

### Ayuntamiento de Valencia
Desde la primera procesión en el año 1355, el Ayuntamiento de Valencia, por aquel entonces Consejo de la Ciudad, a través de sus Jurados, ha tenido un protagonismo principal en la organización y mantenimiento de la gestión cívica de la celebración festiva del Corpus.
La colaboración del Ayuntamiento de Valencia, más allá de la necesaria separación constitucional entre el Estado y la Iglesia, supone un valor adquirido durante más de seiscientos cincuenta años, así como un privilegio que también ha servido para construir no sólo algunos rasgos más relevantes de la forma en que los valencianos celebramos la fiesta, sino también ha organizado el espacio de la ciudad, de manera simbólica y real, que facilitara el buen desarrollo de las diversas actividades consuetudinarias que componen la fiesta, especialmente la Procesión General. de Valencia.

### Asociación de Amigos del Corpus
Es a mediados de los años 70 del siglo XX cuando un grupo de valencianos quiere impulsar la procesión para recuperar el viejo esplendor, organizándose en el llamado 'Grup de Mecha' y posteriormente la Asociación Amigos del Corpus de la Ciudad de Valencia. La Asociación de Amigos del Corpus de Valencia se encarga desde los años 80 del siglo pasado del funcionamiento, difusión y protección de esta tradición festiva. Nació a partir del núcleo inicial del 'Grup de Mecha', quienes conformaron la agrupación de los antiguos "los Cirialots", personajes que acompañan a la custodia durante la procesión y que se asociaron por la recuperación y defensa de la fiesta. Actualmente la asociación está formada por más de 600 socios, y son más de 275 las personas que participan activamente en la fiesta representando a personajes.

### Campaneros de la Catedral de Valencia
La asociación cultural Campaners de la Catedral de València se encarga del toque de las campanas de la Catedral de Valencia durante todas las festividades del año. Fue fundada en 1989 con el nombre de Gremio de Campaneros Valencianos y refundada en 2004 con el nombre actual de Campaners de la Catedral de València. Aparte de la actividad sonora, los asociados se dedican al estudio, investigación, conservación y mantenimiento de las campanas de la Seu y de otros conjuntos, tanto valencianos como extracomunitarios. Se trata de conocer, utilizar, conservar y difundir las peculiares características de un instrumento musical destinado a usos comunitarios.
El toque de campanas actual para la festividad del Corpus sigue una consueta nueva o relación aprobada en 1994 por el entonces Gremio de Campaneros Valencianos y el Capítulo de la Seu, Esta consueta está basa en las anteriores de Theodosio de Herrera (1705) y Rafael Aguado Romaguera (1917), adaptada a los tiempos actuales.
|  |
|  |

|  |
|  |

### Asociación de Músicos y Danzadores del Corpus de Valencia
Se trata de una asociación creada el 23 de abril de 2008, que tiene como objetivo coordinar la participación de las danzas en los diversos actos de la festividad del Corpus, tanto en la Cabalgata del Convite como de la Procesión General. Está formada por bailadores y bailadoras pertenecientes en la mayor parte a varios grupos de bailes de la ciudad de Valencia. También coordina la participación de los alumnos de los colegios El Pilar y Trinitarios en la ejecución de las danzas.[15] La asociación continúa la labor llevada a cabo por Fermín Pardo desde la recuperación de las danzas en 1977 hasta 1999.